# Koonalda Cave
Koonalda Cave är en grotta i Australien. Den ligger i delstaten South Australia, omkring 900 kilometer nordväst om delstatshuvudstaden Adelaide.
Trakten runt Koonalda Cave är nära nog obefolkad, med mindre än två invånare per kvadratkilometer.. Det finns inga samhällen i närheten.
Omgivningarna runt Koonalda Cave är i huvudsak ett öppet busklandskap. Genomsnittlig årsnederbörd är 246 millimeter. Den regnigaste månaden är maj, med i genomsnitt 42 mm nederbörd, och den torraste är augusti, med 5 mm nederbörd.